# Match.com
Match.com är en dejtingsida som grundades i USA 1995. Match.com finns i 25 olika länder på åtta olika språk. År 2002 lanserades sidan för den nordiska marknaden. Företaget grundades av Gary Kremen och Peng T. Ong och har sitt huvudkontor i Dallas. Match.com ägs av IAC, samma koncern som bland annat äger dejtingappen Tinder.
Match.com erbjuder medlemmarna att genom ett filter ställa in kriterier som andra medlemmar måste uppfylla för att kunna kontakta vederbörande. Enligt företaget själva är 20 000 singlar aktiva på den svenska sidan och varje vecka går 6 700 svenska singlar på dejt med någon de träffat via sidan.